# Chillán Viejo
Chillán Viejo – miasto w Chile, w regionie Ñuble, w prowincji Diguillín.